# Sergio Villamil
Pour les articles homonymes, voir Villamil.
Villamil  González est un nom espagnol. Le premier nom de famille, en général paternel, est Villamil ; le second, en général maternel, souvent omis, est González.
Sergio Villamil González (né le 9 septembre 1976,) est un coureur cycliste espagnol, actif dans les années 1990 et 2000.

## Biographie
En 2000, Sergio Villamil s'impose sur le Tour de la communauté de Madrid. Il passe ensuite professionnel en 2001 au sein de l'équipe Relax-Fuenlabrada. Bon sprinteur, il termine sixième du Trofeo Manacor. L'année suivante, il se classe quatrième d'une étape du Tour de Murcie et septième de la Route Adélie de Vitré. 

## Palmarès
- 1996
  - 1re étape du Tour de la communauté de Madrid
- 1998
  - Trophée Iberdrola
  - 3e du Gran Premio Primavera de Ontur
- 1999
  - Trophée Guerrita
  - 2e étape du Tour d'Alicante
- 2000
  - Tour de la communauté de Madrid :
    - Classement général
    - 1re étape

  - 2e de la Clásica Ciudad de Torredonjimeno